# Барі (футбольний клуб)
Футбольний клуб «Барі» (італ. Associazione Sportiva Bari SpA) — професійний італійський футбольний клуб з однойменного міста, розташованого в південному регіоні Апулія. Найуспішніша футбольна команда регіону за кількістю сезонів у найвищій лізі чемпіонату Італії.
Перебуває на межі найвищого та другого за силою дивізіонів чемпіонату Італії («Серії A» та «Серії B»).

## Історія

### Ранній період
Початком історії футбольного клубу «Барі» традиційно вважається дата 15 січня 1908 року, коли у місті було створено першу футбольну команду, яка отримала англомовну назву Foot-Ball Club Bari. Як і у випадку більшості футбольних клубів Італії, створених на початку XX сторіччя, біля витоків «Барі» стояли насамперед іноземці, у найпершому складі команди крім місцевих гравців грали швейцарці, французи, німець, іспанець та англієць.
Згодом у місті виникло ще декілька футбольних команд, зокрема Foot-Ball Club Liberty та Unione Sportiva Ideale. Барійські команди конкурували між собою та змагалися у місцевих футбольних турнірах. Пізніше команди прийшли згоди щодо необхідності спільно представляти своє місто на загальнонаціональних змаганнях, і протягом 1927—1928 років відбулося їх об'єднання в один клуб, який отримав назву Unione Sportiva Bari. У чемпіонаті Італії 1928—1929 років, в якому відбувалося розподілення клубів між дивізіонами (Серією A та Серією B), що впроваджувалися з наступного сезону, об'єднана команда Барі у своїй групі фінішувала 13-ю, ставши таким чином учасником першого в історії турніру у Серії B, другому за ієрархією дивізіону чемпіонату Італії.
Утім вже за два роки, у 1931-му, «Барі» зайняв друге місце в турнірі Серії A, отримавши таким чином право дебютувати в Серії A в сезоні 1931/32. Цього разу команда відіграла лише два сезони в елітному дивізіоні, повернувшись до Серії B після передостаннього місця, зайнятого в турнірі Серії A сезону сезоні 1932/33. Подальша історія клубу значною мірою є історією підвищення в класі до Серії A, боротьби за виживання у вищому дивізіоні та вибуття назад до Серії B. Причому вкрай рідко команда затримувалася в одному з цих дивізіонів більше ніж на п'ять років.

### Повоєнна історія
Відновлення футбольних змагань після завершення Другої світової війни клуб зустрів у Серії A. В сезоні 1946/47 команда досягнула свого найбільшого успіху в національному чемпіонаті — сьомого місця у вищому дивізіоні. Згодом у турнірних результатах «Барі» спостерігався період спаду, коли, вибувши за результатами сезону 1949/50 до Серії B, команда продовжила падіння і ще за рік опинилася у третій за рівнем Серії C. Наступного року «Барі» вже змагався у четвертій на той час за силою Серії IV. 
Піднесення було настільки ж стрімким — команда подолала зворотний шлях з четвертого дивізіону до першого (Серії A) за п'ять років, протягом 1953—1958. Згодом періоди піднесення змінювалися спадами, і команда продовжувала кожні декілька років переходити з однієї ліги до іншої.

### Новітній період
Протягом 1990-х команда, яка змінили домашню арену зі старого стадіону Делла Вітторія на збудований до фінальної частини чемпіонату світу з футболу 1990 року 58-тисячник Стадіо Сан-Нікола, грала здебільшого в Серії A. 
У сезоні 2000/01 «Барі» набрав усього 20 очок у 34 матчах і зайняв останній рядок турнірної таблиці Серії A. Наступні 7 сезонів команда досить посередньо виступала у Серії B, аж доки в сезоні 2008-09 не спромоглася виграти турнір Серії B і в черговий раз повернулася до еліти італійського футболу.
За результатами сезону 2010/11 команда зайняла останній, 20-й, рядок турнірної таблиці й знову вибула із Серії A.

## Відомі гравці
- Антоніо Кассано
- Джанлука Дзамбротта
- Сімоне Перротта
- Нікола Вентола
- Массімо Каррера
- Віталій Кутузов
- Звонімір Бобан
- Роберт Ярні

## Досягнення
- Чемпіон Серії B (3): 1934–35, 1941–42, 2008–09